# 2017年10月

## 10月1日
- 加泰罗尼亚自治区政府不顾西班牙政府的打压和阻挠，举行独立公投，决定当地是否从西班牙独立。警方在巴塞罗那和赫罗纳与选民发生冲突[1]，自治區方面稱有465人傷，兩人重傷，馬德里指有11名警察和國民警衞軍受傷[2]。
- 法国马赛一個火车站發生恐怖襲擊，一名兇徒高喊「真主至大」並用刀刺死兩名女性，該名兇徒後來被士兵開槍擊斃。伊斯兰国對襲擊承認責任[3]。
- 美國内华达州拉斯维加斯發生槍擊案，造成至少58人喪生[4]。

## 10月2日
- 诺贝尔奖委员会授予美国人杰弗里·霍尔、迈克尔·罗斯巴什和迈克尔·扬生理学或医学奖，表彰他们对控制昼夜节律分子机制的发现[5][6]。

## 10月3日
- 美國科學家莱纳·魏斯、巴里·巴里什和基普·索恩因探測到引力波的存在而獲得2017年诺贝尔物理学奖[7]。
- 伊拉克首位库尔德人总统贾拉勒·塔拉巴尼因中风并发颅内出血在德国柏林逝世，享年83岁[8][9]。
- 巴勒斯坦总理哈姆达拉在加沙地带主持召开每周政府例会，标志着巴和解政府开始在加沙地带履行职责。[10]

## 10月4日
- 雅克·杜布歇、约阿希姆·弗兰克和理查德·亨德森因研制用于溶液内生物分子的高分辨率结构测定的低温电子显微镜获得2017年诺贝尔化学奖[11]。

## 10月5日
- 诺贝尔奖委员会授予日裔英籍小说家石黑一雄文学奖，表彰他“在伟大情感的小说世界中找到现实世界与虚幻深渊的连结”[12]。
- 美國《科學》雜誌發表一份有關蜂蜜農藥含量的研究報告，指從全球多地取得的近200個蜂蜜樣本中，有75%含有至少一款新菸鹼類殺蟲劑（neonicotinoids），一半含有超過一款。儘管大部分樣本含量在歐盟的安全攝取範圍內，但不排除對人體健康構成潛在影響。歐盟下月將決定是否全面禁用這類殺蟲劑[13]。

## 10月6日
- 国际废除核武器运动因致力于各国促成《禁止核武器条约》而获得诺贝尔和平奖[14]。
- 印度空军一辆载有军方人员的俄制Mi-17直升机在与中国接壤的阿鲁纳恰尔邦达旺镇坠毁，机上7人全部丧生[15]。

## 10月7日
- 西班牙加泰羅尼亞自治區政府表示，已經向議會呈交獨立公投結果，確認228萬人投票，佔合資格投票人士4成3，9成票數支持獨立，8%票數表示不支持[16]。同時該事件引發了西班牙的憲政危機。

## 10月9日
- 美國芝加哥大学教授理查德·塞勒因對行為經濟學的貢獻獲得2017年瑞典中央銀行紀念阿爾弗雷德·諾貝爾經濟學獎[17]。
- 美国加利福尼亚州门多西诺县、纳帕县、索诺马县和尤巴县十多处地方出现山火，至少造成10人死亡、1500家民居和企业破坏，2万人需紧急撤离。州长杰瑞·布朗宣布紧急状态[18][19]。

## 10月10日
- 2017年利比里亞大選進行投票[20]。

## 10月11日
- 在美國官員提供情報後，巴基斯坦軍隊採取行動，在靠近阿富汗邊界的古勒姆特区救出被阿富汗塔利班綁架5年的美國公民凱特蘭·科爾曼和她的加拿大籍丈夫喬舒亞·博伊爾，以及他倆在被綁架期間所生的3個孩子[21]。

## 10月12日
- 小行星2012 TC4以4萬多公里的距離掠過地球[22]。
- 巴勒斯坦总统阿巴斯、总理哈姆达拉、巴伊斯兰抵抗运动（哈马斯）及其他派别分别发表新闻公报，欢迎哈马斯与阿巴斯领导的巴勒斯坦民族解放运动（法塔赫）当天在埃及首都开罗达成和解协议。[23][24]

## 10月13日
- 美國總統唐納德·川普宣佈他將不再確認伊朗有否遵守2015年《聯合全面行動計劃》的條款，美国国会有60天的時間考慮是否向伊朗重新實施已解除的制裁[25]。

## 10月14日
- 索马里首都摩加迪沙發生汽車炸彈襲擊，造成超過270人喪生[26]。
- 身陷性丑闻的好莱坞电影大亨哈维·韦恩斯坦被美国电影艺术与科学学院董事局成员除名[27]。

## 10月15日
- 奥地利舉行國民議會選舉[28]。
- 吉尔吉斯斯坦舉行總統選舉[29]。
- 委內瑞拉23個州舉行州長選舉[30]。

## 10月16日
- 科學家公佈激光干涉引力波天文台和室女座干涉儀在2017年8月17日首次觀測到因兩顆中子星碰撞引發的引力波[31]。
- 研究者公佈一種針對保護Wi-Fi連線的WPA2協定的攻擊手段「KRACK」[32]。
- 以調查貪腐聞名的马耳他記者達芙妮·卡魯阿娜·加里齊亞在駕車外出時其座駕發生炸彈爆炸，當場被炸死[33]。

## 10月17日
- 西班牙高等法院以調查煽動叛亂為理由，拘禁加泰羅尼亞國民會議主席桑切斯及當地一個文化協會的負責人奎薩特。加泰自治區主席普伊格德蒙特批評，指加泰再度出現政治犯[34]。
- 敘利亞民主力量宣佈已完全控制曾經是伊斯兰国「事實上」首都、敘利亞拉卡省首府拉卡[35]。
- 美國作家喬治·桑德斯憑小說《林肯在中陰》獲得2017年布克奖[36]。

## 10月18日
- 中国共产党第十九次全国代表大会于北京人民大会堂开幕，中共中央总书记习近平代表第十八届中央委员会向大会作报告[37]。
- 以指揮代爾祖爾保衛戰聞名的叙利亚共和国卫队第104空降旅旅長伊萨姆·扎赫雷丁少將在代尔祖尔被地雷炸死[38]。

## 10月19日
- 西班牙首相马里亚诺·拉霍伊要求加泰羅尼亞自治區政府確認放棄尋求獨立建國的最後限期於欧洲中部夏令时间上午10時屆滿[39]。

## 10月20日
- 2017年捷克立法选举開始投票[40]。
- 新西蘭第一黨宣佈與工黨組成聯合政府，工黨黨魁傑辛達·阿德恩將成爲該國史上最年輕的總理及第三位女性總理[41]。
- 阿富汗有兩所清真寺分別遭到自殺炸彈襲擊，造成超過70人喪生[42]。

## 10月22日
- 第48屆日本眾議院議員總選舉進行投票[43]。
- 意大利的倫巴第大區（Lombardy）和威尼托大區（Veneto）今日舉行無約束力的爭取更大自治權公投，兩區政治領袖強調並非尋求獨立，而是希望取得更大稅收支配權[44]。

## 10月24日
- 中国共产党第十九次全国代表大会闭幕，大会通过修改《中国共产党章程》，将以总书记习近平命名的“习近平新时代中国特色社会主义思想”列为党的指导思想。[45]

## 10月25日
- 中共十九届一中全会在北京召开，习近平连任中共中央总书记和中央军委主席，他与李克强、栗战书、汪洋、王沪宁、赵乐际及韩正当选第十九届中央政治局常委。[46]

## 10月26日
- 印度尼西亚首都雅加达市郊一間烟火廠發生爆炸，造成至少47人喪生。[47]
- 美國總統唐納德·川普宣佈美國進入全國公共衛生緊急狀態（英语：Public health emergency (United States)），以應對鴉片類藥物氾濫。[48]
- 美國總統唐納德·川普下令解封2,800份關於1963年肯尼迪遇刺案的機密文件，但下令對另外數百份文件暫時不解封。[49]
- 哈萨克斯坦總統努尔苏丹·纳扎尔巴耶夫下令官員為哈萨克文字逐步改用拉丁字母作準備。[50]

## 10月27日
- 澳大利亞高等法院判決澳大利亚副总理巴納比·喬伊斯及另外4名議員因為擁有雙重國籍，不符合2016年澳大利亞聯邦大選的參選資格，因此當選無效。[51]
- 西班牙加泰羅尼亞議會通過獨立議案，並宣佈獨立，成立加泰羅尼亞共和國。[52]

## 10月28日
- 2017年冰島議會選舉進行投票。[53]

## 10月29日
- 已故泰王蒲眉蓬（Bhumibol Adulyadej）的骨殖和骨灰移送至跟他生前有深厚淵源的大皇宮節基皇殿、僧王寺及拉嘉寶碧寺永久供奉，泰國為期一年的泰王哀悼期正式結束[54]。

## 10月30日
- 世界气象组织表示地球大气层的二氧化碳濃度於2016年創下有記錄以來的新高。[55]

## 10月31日
- 美國纽约市發生恐怖襲擊，一名男子駕車進行衝撞攻擊，造成至少8人喪生，十多人受傷。[56]
- 新西蘭政府官員透露新政府考慮為幫助受全球暖化所害而流離失所的太平洋島國人民，增設實驗性質人道簽證類別，開創氣候難民簽證先河[57]。